# 格利 (阿拉巴马州)
格利（英語：Gurley），是美国阿拉巴马州下属的一座城市。面积约为3.52平方英里（约合9.11平方公里）。根据2010年美国人口普查，该市有人口801人，人口密度为227.82/平方英里（约合87.93/平方公里）。